# Astragale de Montpellier
Astragalus monspessulanus
Espèce
Classification phylogénétique
L’Astragale de Montpellier, parfois appelé Esparcette bâtarde (Astragalus monspessulanus), est une espèce de plantes à fleurs de la famille des Fabacées (ou légumineuses) appartenant au genre Astragalus, caractérisé notamment par ses feuilles imparipennées à très nombreuses folioles. Pour l'astragale de Montpellier, le nombre de folioles varie entre 21 et 41, ce dernier chiffre étant le plus fréquent pour la sous-espèce monspessulanus, ici décrite.
Autre nom vernaculaire : esparcette bâtarde.

## Description

### Écologie et habitat
C'est une plante vivace poussant surtout dans le sud de la France et de l'Europe, mais qu'on peut rencontrer jusque dans la région parisienne, où elle est cependant rare. On la rencontre surtout dans les collines ou en moyenne montagne, avec une nette préférence pour les sols calcaires (pelouses, lieux rocailleux).
- Floraison : d'avril à juin.
- Pollinisation : entomogame.
- Dissémination : barochore.

### Morphologie générale et végétative
C'est une plante herbacée acaule poussant en touffes, d'une hauteur ne dépassant pas 20 cm, à poils rares ou absents. Les feuilles sont imparipennées à nombreuses folioles vertes, ovales et pointues au début, elliptiques et sans pointe par la suite, à nervure centrale nettement marquée, à face supérieure glabre.

### Morphologie florale
L'inflorescence est en forme de capitule (racème capituliforme), portée par un très long pédoncule. Les fleurs sont roses, pourpres ou violacées, en groupe de 7 à 20. Le calice est tubulé à dents aigües. La corolle à étendard dépasse nettement les ailes et la carène.

### Fruit et graines
Les fruits sont des gousses à peu près glabres, cylindriques et arquées, d'une longueur moyenne de 3 cm.